# سوزوکو میموری
سوزوکو میموری (انگلیسی: Suzuko Mimori; ۲۸ ژوئن ۱۹۸۶ – ) خواننده، صداپیشه، و بازیگر اهل ژاپن بود. وی از سال ۲۰۱۰ میلادی تاکنون مشغول فعالیت بوده‌است.